# 马利诺夫卡河
馬利諾夫卡河（羅馬化：Reka Malinovka），前称瓦库河（俄语：Река Вака, Река Ваку），上游称头道瓦库河（俄语：Река Тудо-Вака），清称阿库里河（满语：Akvli Bira），是俄羅斯濱海邊疆區的河流，屬於大烏蘇爾卡河的支流，河道全長274公里，流域面積約6,490平方公里，比降2.9米每公里，最大支流是奥列霍夫卡河。

## 引用
1. ↑  谭其骧. . 中国地图出版社.
2. ↑  . Примпогода.   [2024-01-01]. （原始内容存档于2023-04-22）.
3. ↑  А·П·穆拉诺夫. . 列宁格勒: 气象出版社. 1966 （俄语）.
4. ↑  . 列宁格勒: 气象出版社 （俄语）.
5. ↑  Т·А·基谢尔科瓦娅. . 列宁格勒: 气象出版社. 1977 （俄语）.